# 滝口清栄
滝口 清栄（たきぐち きよえい、1952年 - ）は、日本の哲学者。
栃木県生まれ。1975年東北大学文学部哲学科倫理学卒業。1984年法政大学大学院人文科学研究科哲学博士課程単位取得退学。2007年「ヘーゲル『法(権利)の哲学』 形成と展開」で東北大学より博士（文学）の学位を取得。法政大学、専修大学、元駒澤大学非常勤講師。

## 著書

### 単著
- 『ヘーゲル「法(権利)の哲学」 形成と展開』御茶の水書房、2007
- 『マックス・シュティルナーとヘーゲル左派』理想社、2009
- 『ヘーゲル哲学入門』社会評論社［SQ選書］、2016

### 共編著
- 『21世紀の倫理 歴史・思想・課題』片山善博、小坂田英之、大橋基共著 ディーティーピー出版、2004
- 『ヘーゲルの国家論』加藤尚武共編 理想社、2006
- 『共生のスペクトル』片山善博、小坂田英之、大橋基、鈴木覚共著 DTP出版、2007
- 『ヘーゲル現代思想の起点』合澤清共編 社会評論社、2008

### 翻訳
- ロナルド・ベイナー『政治的判断力』浜田義文共訳 法政大学出版局 叢書・ウニベルシタス、1988
- ハインリヒ・マイアー『シュミットとシュトラウス――政治神学と政治哲学との対話』栗原隆共訳 法政大学出版局 りぶらりあ選書、1993
- ハンス・ヨナス『主観性の復権――心身問題から『責任という原理』へ』宇佐美公生共訳 東信堂、2000
- ヘーゲル『自然法と国家学講義 ハイデルベルク大学1817・18年』高柳良治監訳 神山伸弘、徳増多加志、原崎道彦、平山茂樹共訳 法政大学出版局、2007
- コンラート・オット、マルチン・ゴルケ編著『越境する環境倫理学――環境先進国ドイツの哲学的フロンティア』アンドレアス・ヴァルナー共監訳 大橋基、相原博、片山善博、小島優子、清水由美、三崎和志訳 現代書館、2010